# Stephan Veen
Stephan Patrick Veen (* 27. Juli 1970 in Groningen) ist ein ehemaliger niederländischer Hockeyspieler, der bei den Olympischen Spielen 1996 und 2000 eine Goldmedaille gewann.

## Sportliche Karriere
Der 1,80 m große Stephan Veen erzielte in 275 Länderspielen für die Niederländische Nationalmannschaft 116 Tore. Veen debütierte bei der Weltmeisterschaft 1990 in Lahore in der Nationalmannschaft, die Niederländer gewannen den Titel mit einem 3:1-Sieg über Pakistan. 1992 trafen sich die Mannschaften Pakistans und der Niederlande bei den Olympischen Spielen in Barcelona sowohl in der Vorrunde als auch im Spiel um den dritten Platz und beide Male siegten die Pakistaner. Auch im Finale der Weltmeisterschaft 1994 trafen Pakistan und die Niederlande aufeinander und wieder siegt die Mannschaft Pakistans.
Bei den Olympischen Spielen 1996 spielten die Niederlande im Finale gegen die Spanier und siegten mit 3:1. Zwei Jahre später trafen die Niederländer im Finale der Weltmeisterschaft 1998 in Utrecht erneut auf die Spanier und gewannen den Titel mit 3:2. Bei den Olympischen Spielen 2000 endete das Finale gegen Südkorea mit 3:3, wobei Veen die drei Tore der Niederländer erzielte. Im Penaltyschießen gewannen die Niederländer mit 5:4 und Veen erzielte den letzten Treffer für die Niederländer. Danach trat Veen aus der Nationalmannschaft zurück.
Neben den internationalen Meisterschaften siegte Veen mit der niederländischen Mannschaft auch bei der Champions Trophy der Herren 1996 und 2000.